# Midnight Star
Midnight Star est un groupe de funk américain créé en 1976 par les frères Calloway.

## Biographie
Au début des années 1980, ils signent un premier album, The Beginning, puis un second, Standing Together, qui atteint une honnête place dans les charts rhythm and blues américains, notamment grâce au hit I've been watching you. Victory, l'opus suivant paru en 1982, jouit d'un score semblable. L'ascension se poursuit avec No Parking on the Dance Floor (1983), qui connaît un grand succès aux USA et renferme les tubes Freak-A-Zoid, No Parking on the Dance Floor, Wet My Whistle ainsi qu’Electricity. Succès encore avec Planetary Invasion, leur sixième album, marquant une évolution musicale par rapport aux précédentes œuvres du groupe dans la mesure où les synthétiseurs y prennent une place primordiale et donnent lieu à un son funk teinté d'electro. Dans la même veine artistique, le disque suivant, intitulé Headlines (1986), contient la bombe « synth-funk » Midas Touch, dernier véritable hit du groupe.
Reginald et Vincent Calloway quittent alors le groupe et forment Calloway.
En 1988 et en 1990 sortent respectivement Midnight Star et Work it out, deux albums qui se révèlent des échecs commerciaux malgré une qualité musicale et une efficacité toujours au rendez-vous: très inspirés par les innovations hip-hop et new jack swing de l'époque, les sons de percussion se font alors plus lourds, plus durs, et le rythme plus syncopé, mais l'esprit funk du groupe est encore présent dans les mélodies et les nappes de synthétiseur. Midnight Star marque une longue pause au cours des années 1990 avant de faire un come-back en 2002 avec l'album 15th Avenue, dont les ambiances soul et RnB dénotent pour le groupe un style nouveau et nettement plus feutré. Cette dernière œuvre en date passera relativement inaperçu.
Si d'un point de vue médiatique, Midnight Star demeure un groupe peu réputé, voire quasi inconnu en France, nombre des amateurs de musique noire américaine n'hésitent pas à le considérer comme un des grands noms du funk des années 1980[réf. souhaitée].

## Membres
- Reginald Calloway, trompette
- Vincent Calloway, trombone
- Belinda Lipscomb, chant
- Melvin Gentry, guitare
- Kenneth Gant, basse
- Bill Simmons, multi-instrumentiste
- Bo Watson, synthétiseurs
- Jeff Cooper, synthétiseurs et guitare
- Bobby Lovelace, percussions

## Discographie

### Albums
- The Beginning (1980)
- Standing Together (1981)
- Victory (1982)
- No Parking on the Dance Floor (1983)
- Planetary Invasion (1984)
- Headlines (1986)
- Midnight Star (1988)
- Work it out (1990)
- 15th Avenue (2002)

### Singles
- Make it Last (1980)
- I've been watching you (1981)
- Tuff (1981)
- Hot Spot (1982)
- Victory (1982)
- Freak-A-Zoid (1983)
- Wet my Whistle (1983)
- No Parking on the Dance Floor (1983)
- Operator (1985)
- Body Snatchers (1985)
- Scientific Love (1985)
- Engine No. 9 (1986)
- Headlines (1986)
- Midas Touch (1986)
- Don't Rock the Boat (1988)
- Snake in the Grass (1988)
- Love Song (1989)